# Kynjo Dżambazow
Kynjo Dżambazow (bułg. Къньо Джамбазов, ur. 14 maja 1911) – bułgarski kolarz. Reprezentant Bułgarii na Letnich Igrzyskach Olimpijskich 1936 w Berlinie. Na igrzyskach uczestniczył w wyścigu indywidualnym ze startu wspólnego, który ukończył na 16 miejscu.